# One (Metallica)
One is een van de bekendste nummers van Metallica. James Hetfield en Lars Ulrich begonnen in 1987 met het schrijven van "One". Het nummer is afkomstig van het album ...And Justice For All uit 1988 en gaat over de waanzin van oorlog.
"One" werd in januari 1989 voor het eerst op single uitgebracht. Onder meer dankzij het succes in de Top 100 aller tijden editie 1994 bij het publieke Veronica op Radio 3FM (nr.1 in 1994),  werd het nummer opnieuw op single uitgebracht in mei 1994. Vervolgens werd "One" met terugwerkende kracht alsnog een hit in Nederland. Tijdens de 32e Grammy Awards (1990) won Metallica met het nummer de prijs voor 'Best Metal Performance', de eerste ooit die werd uitgereikt in deze categorie.

## Compositie
Tijdens de eerste 20 seconden van het nummer zijn er een reeks geluidseffecten van een veldslag te horen, met artillerieschoten en het geluid van een helikopter. Het eigenlijk muzieknummer begint daarna in een relatief rustige melodieuze setting, maar gaat geleidelijk over tot stevigere en snellere trashmetal en speedmetal, die uitmondt in 'machinegeweer-achtige' drums en een snelle gitaarsolo van Kirk Hammett, en een dubbele gitaarsectie van Hammett en James Hetfield.

## Videoclip
"One" was het eerste nummer van Metallica waar een videoclip voor werd gemaakt, voor het grootste gedeelte in zwart-wit. De videoclip gaat, net als het nummer zelf, over de waanzin van oorlog, Behalve de in een leeg pakhuis spelende band worden er originele filmbeelden in gebruikt, inclusief gesproken tekst, uit de film Johnny Got His Gun van Dalton Trumbo. Het gaat over een slachtoffer die in de loopgraven van de Eerste Wereldoorlog is getroffen door een granaat en daardoor al zijn ledematen is kwijtgeraakt (hij bestaat alleen nog uit een romp en zijn hoofd), niet meer kan horen en door een kapotte kaak ook niet meer kan praten. Door met zijn hoofd te bewegen kan hij in morsecode zijn doodswens duidelijk maken aan het personeel van het ziekenhuis waar hij in ligt.

## Hitnoteringen

### Nederlandse Top 40
| "One" in de Nederlandse Top 40 - binnen 30-04-1994 | "One" in de Nederlandse Top 40 - binnen 30-04-1994 | "One" in de Nederlandse Top 40 - binnen 30-04-1994 | "One" in de Nederlandse Top 40 - binnen 30-04-1994 | "One" in de Nederlandse Top 40 - binnen 30-04-1994 | "One" in de Nederlandse Top 40 - binnen 30-04-1994 | "One" in de Nederlandse Top 40 - binnen 30-04-1994 | "One" in de Nederlandse Top 40 - binnen 30-04-1994 | "One" in de Nederlandse Top 40 - binnen 30-04-1994 | "One" in de Nederlandse Top 40 - binnen 30-04-1994 | "One" in de Nederlandse Top 40 - binnen 30-04-1994 | "One" in de Nederlandse Top 40 - binnen 30-04-1994 | "One" in de Nederlandse Top 40 - binnen 30-04-1994 | "One" in de Nederlandse Top 40 - binnen 30-04-1994 | "One" in de Nederlandse Top 40 - binnen 30-04-1994 | "One" in de Nederlandse Top 40 - binnen 30-04-1994 |
| Week                                               | 1                                                  | 2                                                  | 3                                                  | 4                                                  | 5                                                  | 6                                                  | 7                                                  | 8                                                  | 9                                                  | 10                                                 | 11                                                 | 12                                                 | 13                                                 | 14                                                 |                                                    |
| -------------------------------------------------- | -------------------------------------------------- | -------------------------------------------------- | -------------------------------------------------- | -------------------------------------------------- | -------------------------------------------------- | -------------------------------------------------- | -------------------------------------------------- | -------------------------------------------------- | -------------------------------------------------- | -------------------------------------------------- | -------------------------------------------------- | -------------------------------------------------- | -------------------------------------------------- | -------------------------------------------------- | -------------------------------------------------- |
| Nummer                                             | 28                                                 | 18                                                 | 8                                                  | 3                                                  | 3                                                  | 3                                                  | 3                                                  | 3                                                  | 5                                                  | 8                                                  | 11                                                 | 17                                                 | 24                                                 | 31                                                 | uit                                                |

### Mega Top 50
| "One" in de Mega Top 50 - binnen: 30-04-1994 | "One" in de Mega Top 50 - binnen: 30-04-1994 | "One" in de Mega Top 50 - binnen: 30-04-1994 | "One" in de Mega Top 50 - binnen: 30-04-1994 | "One" in de Mega Top 50 - binnen: 30-04-1994 | "One" in de Mega Top 50 - binnen: 30-04-1994 | "One" in de Mega Top 50 - binnen: 30-04-1994 | "One" in de Mega Top 50 - binnen: 30-04-1994 | "One" in de Mega Top 50 - binnen: 30-04-1994 | "One" in de Mega Top 50 - binnen: 30-04-1994 | "One" in de Mega Top 50 - binnen: 30-04-1994 | "One" in de Mega Top 50 - binnen: 30-04-1994 | "One" in de Mega Top 50 - binnen: 30-04-1994 | "One" in de Mega Top 50 - binnen: 30-04-1994 | "One" in de Mega Top 50 - binnen: 30-04-1994 | "One" in de Mega Top 50 - binnen: 30-04-1994 |
| Week                                         | 1                                            | 2                                            | 3                                            | 4                                            | 5                                            | 6                                            | 7                                            | 8                                            | 9                                            | 10                                           | 11                                           | 12                                           | 13                                           | 14                                           |                                              |
| -------------------------------------------- | -------------------------------------------- | -------------------------------------------- | -------------------------------------------- | -------------------------------------------- | -------------------------------------------- | -------------------------------------------- | -------------------------------------------- | -------------------------------------------- | -------------------------------------------- | -------------------------------------------- | -------------------------------------------- | -------------------------------------------- | -------------------------------------------- | -------------------------------------------- | -------------------------------------------- |
| Nummer                                       | 23                                           | 12                                           | 5                                            | 3                                            | 3                                            | 4                                            | 3                                            | 6                                            | 6                                            | 8                                            | 8                                            | 17                                           | 28                                           | 37                                           | uit                                          |

### NPO Radio 2 Top 2000
| Nummer met noteringen in de NPO Radio 2 Top 2000 | '03 | '04 | '05 | '06 | '07 | '08 | '09 | '10 | '11 | '12 | '13 | '14 | '15 | '16 | '17 | '18 | '19 | '20 | '21 | '22 | '23 | '24 |
| ------------------------------------------------ | --- | --- | --- | --- | --- | --- | --- | --- | --- | --- | --- | --- | --- | --- | --- | --- | --- | --- | --- | --- | --- | --- |
| One                                              | 478 | 23  | 40  | 30  | 13  | 35  | 31  | 34  | 32  | 20  | 14  | 18  | 20  | 25  | 23  | 23  | 21  | 30  | 26  | 22  | 26  | 27  |

1. ↑  Een vetgedrukt getal geeft de hoogste notering aan.
2. ↑  2003 was het eerste jaar met een notering voor dit nummer.